# Torneo Regional del Noroeste 2025
El Torneo Regional del Noroeste 2025 es la vigésima quinta edición de la competición regional de rugby del noroeste argentino. Con clubes de la Unión de Rugby de Tucumán, Salta y Santiago del Estero.

## Formato
Se jugará a una rueda todos contra todos, con clasificación a semifinales para los cuatro mejores posicionados. Las semifinales serán entre el primero y el cuarto, y entre el segundo y el tercero, en la cancha del mejor clasificado.

## Equipos participantes
Los clubes clasificados para disputar el torneo son los 8 mejores posicionados del Anual Tucumano 2025, Tigres, como campeón de la Liga Norte Grande 2025, y Old Lions como el mejor equipo santiagueño del torneo (Jockey de Salta fue subcampeón del certamen, pero no clasificó porque Tigres cubrió el cupo de Salta).
| Club                | Ciudad                |
| ------------------- | --------------------- |
| Tucumán Rugby       | Yerba Buena           |
| Jockey Club         | Yerba Buena           |
| Universitario       | San Miguel de Tucumán |
| Lawn Tennis         | San Miguel de Tucumán |
| Natación y Gimnasia | San Miguel de Tucumán |
| Los Tarcos          | San Miguel de Tucumán |
| Cardenales          | San Miguel de Tucumán |
| Huirapuca           | Concepción            |
| Old Lions           | Santiago del Estero   |
| Tigres              | San Lorenzo           |

### Distribución geográfica de los equipos
| Jurisdicción                     | Cant. | Equipos |
| -------------------------------- | ----- | --- |
| Provincia de Tucumán             | 8     | Los Tarcos, Jockey Club, Lawn Tennis, Tucumán Rugby, Universitario, Cardenales, Huirapuca y Natación y Gimnasia |
| Provincia de Salta               | 1     | Tigres |
| Provincia de Santiago del Estero | 1     | Old Lions |

## Tabla
| Equipos                  | Encuentros | Encuentros | Encuentros | Encuentros | Puntos |
| Equipos                  | PJ         | PG         | PE         | PP         | Puntos |
| ------------------------ | ---------- | ---------- | ---------- | ---------- | ------ |
| Club Natación y Gimnasia | 2          | 2          | 0          | 0          | 9      |
| Tucumán Rugby Club       | 2          | 2          | 0          | 0          | 8      |
| Tucumán Lawn Tennis Club | 2          | 1          | 0          | 1          | 5      |
| Cardenales Rugby Club    | 2          | 1          | 0          | 1          | 5      |
| Los Tarcos Rugby Club    | 2          | 1          | 0          | 1          | 5      |
| Huirapuca                | 2          | 1          | 0          | 1          | 5      |
| Jockey Club de Tucumán   | 2          | 1          | 0          | 1          | 4      |
| Old Lions                | 2          | 1          | 0          | 1          | 4      |
| Universitario Rugby Club | 2          | 0          | 0          | 2          | 2      |
| Tigres                   | 2          | 0          | 0          | 2          | 0      |
|  | Clasificados a Semifinales. |

## Fase Final
|  | Semifinales | Semifinales | Semifinales |  |  | Final | Final | Final |  |
|  |             |             |             |  |  |       |       |       |  |
|  |             |             |             |  |  |       |       |       |  |
|  | 1           |             |             |  |  |       |       |       |  |
|  |             |             |             |  |  |       |       |       |  |
|  | 4           |             |             |  |  |       |       |       |  |
|  |             |             |             |  |  |       |       |       |  |
|  |             |             |             |  |  |       |       |       |  |
|  |             |             |             |  |  |       |       |       |  |
|  | 3           |             |             |  |  |       |       |       |  |
|  |             |             |             |  |  |       |       |       |  |
|  | 2           |             |             |  |  |       |       |       |  |
|  |             |             |             |  |  |       |       |       |  |
|  |             |             |             |  |  |       |       |       |  |

Final
|  |  | vs. |

| Campeón |
|         |